# Juan Bautista Gaona
Juan Bautista Gaona Figueredo (ur. 1845, zm. 1932) – paragwajski polityk, Prezydent Paragwaju od 19 grudnia 1904 do 8 grudnia 1905 oraz wiceprezydent od 25 listopada 1910 do 17 stycznia 1911.
Należał do radykalnej frakcji Partii Liberalnej. W 1904 uczestniczył w obalaniu wojskowego prezydenta Juana Antonio Escurry. Wkrótce potem sam został odsunięty od władzy przez umiarkowanych członków Partii Liberalnej.